# Heat (perfumy)

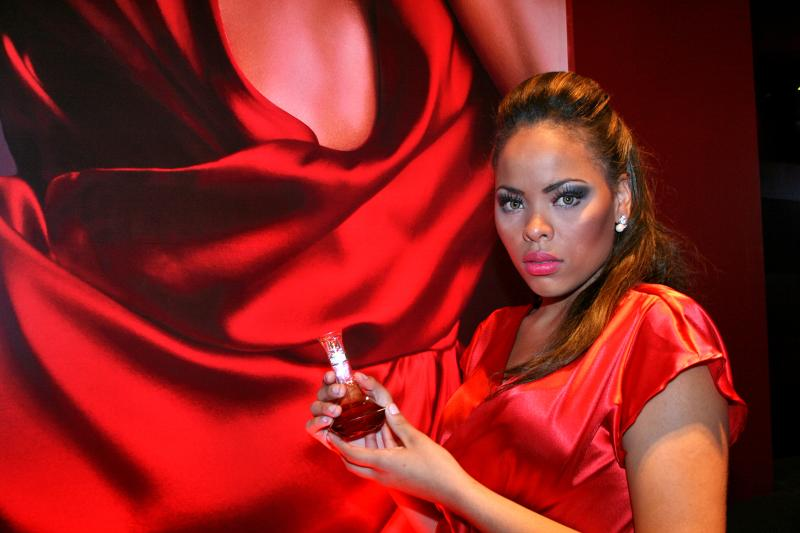
Modelka trzymająca flakon Heat podczas premiery zapachu w Brazylii.

Heat – pierwsze perfumy Beyoncé Knowles, stworzone we współpracy z Givaudanem Claude’em Direm i Olivierem Gillotinem. Hasłem reklamowym zapachu w Stanach Zjednoczonych jest "Złap gorączkę", natomiast w Polsce "Rozpal zmysły".
Premiera perfum w Stanach Zjednoczonych nastąpiła 2 lutego 2010 roku. W ciągu pierwszej godziny sprzedano 72 tysiące flakonów, czyli 1200 buteleczek na minutę, zaś sam Heat stał się najpopularniejszym zapachem w kraju.
Aromat łączy w sobie nuty wanilii, czerwonej orchidei, karaibskiej magnolii, neroli i brzoskwini. Beyoncé wytłumaczyła skąd wzięła się nazwa perfum: "Na wielu moich koncertach pojawiał się żar i ogień, dlatego pomyślałam, że nazwa Heat będzie idealna. Poza tym czerwony jest moim ulubionym kolorem, tak samo jak złoty." Wyjaśniła jednocześnie, skąd wziął się pomysł na projekt flakonu: "Dlatego pomyśleliśmy o stworzeniu buteleczki wyglądającej, jakby była w ogniu. Uwielbiam antyczne butelki - moja mama miała ich kolekcję, kiedy dorastałam. Chciałam połączyć coś antycznego z nowoczesnością. Nawet w mojej szafie zawsze staram się znaleźć rzeczy w stylu vintage, które jednocześnie są ponadczasowe i klasyczne. Myślę, że flakon jest doskonałą mieszkanką tych dwóch elementów."

Wszystko, od projektu flakonu, do nazwy i pomysłu na reklamę - to ja. Kiedy się czegoś podejmuję, wykonuję to w 100%!

Film reklamowy Heat nakręcił Jake Nava, który był reżyserem kilku teledysków Knowles, w tym m.in.: "Single Ladies (Put a Ring on It)", "If I Were a Boy" i "Crazy in Love". Wokalistka wytłumaczyła koncepcję wideoklipu: "perfumy nazywają się Heat, więc chcieliśmy, żeby reklamy były pełne pary i kropel potu", po czym kontynuowała: "Najseksowniej czuję się, gdy właśnie wychodzę z wanny lub spod prysznica i jestem czysta, więc chciałam wykorzystać to w reklamach. Sukienkę stanowiła lejącą się satyna." W reklamie Beyoncé, w sukience z czerwonej satyny, poci się w pełnej pary łazience, a w tle słychać cover utworu "Fever". Plakaty reklamowe ukazują ją w tym samym stroju.
Wykorzystana w reklamie piosenka "Fever" została 9 lutego 2010 roku wydana jako singel w Stanach Zjednoczonych i Kanadzie, aby promować perfumy. 22 lutego ukazała się w formie digital download w Wielkiej Brytanii.